# Intertestamentari
Intertestamentari o període intertestamentari és, pel cristianisme, el temps que passà entre l'Antic Testament i el Nou Testament i per extensió, als escrits i els moviments religiosos que serviren de pont entre els dos Testaments.
Tradicionalment s'ha considerat que començà després de la mort del profeta Malaquies cap al segle v aC i acabà amb la missió de Joan Baptista en el segle i. S'ha debatut molt al respecte, per una part es discuteix sobre la creença comuna en el judaisme, segons la que "el cel es tancà" i "l'Esperit Sant es retirà d'Israel" i per aquest motiu a partir de Malaquies no foren escrits més llibres de la Bíblia hebrea
Pel protestantisme significa que es tanca el cànon de l'Antic Testament, però no hi ha acord sobre si Esdres i Nehemies van viure abans, en els mateixos anys o després de Malaquies i l'Intertestamentari comença amb ells. Diversos experts, incloent-hi protestants, consideren que Eclesiastès i el Llibre de Daniel foren escrits posteriorment i el període intertestamentari començà just en el segle iv aC o potser més recentment.
La qüestió es fa més complexa, si es considera que els catòlics, ortodoxes i altres cristians consideren com a part de l'Antic Testament els Deuterocanònics, alguns dels quals foren escrits en el segle i aC i, per tant, consideren que l'Intertestamentari abraça des d'aquest segle fins al segle i.

## Literatura intertestamentària
Els escrits intertestamentaris poden classificar-se en tres tipus principals:
- La literatura apocalíptica:
  - Apocalipsi d'Esdres,
  - Apocalipsi de Baruc,
  - Apocalipsi d'Elies,
  - Llibre dels Jubileus,
  - Testament dels Dotze Patriarques
  - Assumpció de Moisès i
  - Salms de Salomó, entre altres
- Els Targums, paràfrasis de traduccions a l'arameu de passatges de la Bíblia hebrea, que eren llegits en les sinagogues i estudiats en l'època en què la majoria del poble jueu ja no parlava l'hebreu.
- Els comentaris o interpretacions (Haggadà) dels rabins i estudiosos i les recopilacions de les tradicions orals (Halacà) que més tard es posarien per escrit en la Misnà i en el Talmud.

Els Manuscrits de la mar Morta trobats a Qumran, són una abundant mostra de literatura intertestamentària. Els essenis consideraven com fonamental investigar les escriptures, midraix ha-torà, i es consideraven "escodrinyadors de la Llei" beth hattroâh, que invocaven la inspiració de l'Esperit Sant.